# Ulrich Adam
Ulrich Adam (ur. 9 czerwca 1950 w Teterow) – polityk niemiecki, członek partii CDU, absolwent wydziału matematyki na Uniwersytecie w Rostocku. W 1998 został uhonorowany państwowym odznaczeniem Bundesverdienstkreuz. Od 1990 deputowany do niemieckiego Bundestagu. Jest żonaty, ma dwójkę dzieci.